# Правда?
Правда? — четвёртый студийный альбом российской группы Lumen, вышедший в 2007 году.

## Выход альбома
Новый альбом музыканты записали, напечатали и распространяли на свои средства: не нашлось лейбла, готового взять на себя расходы по изданию альбома успешной группы — никто не был заинтересован браться за музыку, которую трудно ротировать на радио и вообще непонятно, как продвигать.

## Название
Нам не хотелось что-либо утверждать. Нескромно и необъективно претендовать на истину в последней инстанции. А потому посчитали нужным в названии альбома поставить вопросительный знак. Этот вопрос мы адресуем тем, кто будет слушать наши песни.— Рустем Булатов
Название диска родилось от противоречивых мнений разных людей о творчестве группы:
Одни говорят, мол, сколько уже можно петь о негативе, неужели трудно найти в жизни положительные эмоции? Часто повторяется мысль, что участники «Люмен» попросту загнались и воспринимают мир в исключительно чёрном цвете.

Другие слушатели наоборот разделяют нашу точку зрения. Полярные суждения заставляют нас задавать вопросы самим себе. Нам важно найти своё место в этой жизни.— Рустем Булатов

## Тематика
Песни альбома носят характерный в последнее время для группы антивоенный и остросоциальный характер («Иди в отмах», «Ложь», «Пока ты спал», «Иначе!», «Хватит!»). Группа осознанно отказалась от лиричных композиций, сделав упор на жёстком протесте.
Если хотите, можете сравнить нашу агрессию с агрессивностью загнанной в угол мыши. Именно так, на наш взгляд, выглядит сегодня человек в большом городе перед лицом жизни, перед проявлениями объективной реальности. Иногда, чтобы что-то построить, нужно сломать старое. Этим мы сейчас и занимаемся.— Рустем Булатов
Альбом, помимо внешних настроений протеста, отражает также и состояние «тихой» борьбы. Фактически альбом опирается на самоценность каждого отдельно взятого человека, его роли в обществе, одновременно рассматривая личность как самостоятельную единицу среди массы таких же («6 миллиардов», «Гореть»).

## Список композиций
| №   | Название       | Длительность |
| --- | -------------- | ------------ |
| 1.  | «6 миллиардов» | 3:28         |
| 2.  | «Буря»         | 3:44         |
| 3.  | «Далеко»       | 3:29         |
| 4.  | «Иди в отмах»  | 3:35         |
| 5.  | «Ложь»         | 2:52         |
| 6.  | «Тень»         | 3:42         |
| 7.  | «Хватит!»      | 3:26         |
| 8.  | «Хамелеон»     | 4:36         |
| 9.  | «Пока ты спал» | 3:16         |
| 10. | «Пора орать»   | 3:49         |
| 11. | «Иначе!»       | 2:41         |
| 12. | «Гореть»       | 5:19         |

## Критика
Сразу же после выхода «Правды» оценки поклонников группы и музыкальных критиков разделились на прямо противоположные: от самых положительных до резко отрицательных.
Рецензируя альбом, обозреватель газеты «Коммерсантъ» Борис Барабанов отметил:
«Lumen» — это максимализм загнанного в угол зверя, стихи, в которых есть поток суицидального сознания «Гражданской обороны» и есть хромая юношеская романтика индустриальной провинции.
Михаилу Марголису из «Известий» альбом откровенно не понравился:
Радикализм «Lumen» и так-то выглядел весьма вторично и отрепетированно, а в «Правде» со всеми её «бля», рвотами и че геварами сделался совсем скучным.
Кирилл Радченко, обозреватель портала NEWSmusic.ru, напротив, выделяет «вокал „на грани срыва“, при помощи которого Тэм искусно балансирует между искренней передачей смысла и банальными выплесками агрессии» и считает, что «действительно трудно избежать матерных слов в таком эмоциональном порыве, если ты патриот»:
Альбом «Правда?» рекомендуется людям, склонным открыто выражать свою гражданскую позицию и добиваться поставленных целей. То есть людям, которым не безразлична окружающая обстановка. Не рекомендуется слушать тем, кто воровские законы считает единственно правильными, а также людям, категорически не желающим вдумываться в содержание любых песен.

## Награды
- Премия RAMP—2007 в номинации «Альбом года».
- Премия Fuzz—2008 в номинации «Лучший альбом».